# العنف على الفلسطينيين خلال حرب العراق
خلال فترة احتلال العراق ، أصبح الفلسطينيون الذين يعيشون في البلاد هدفاً للعنف والقتل والتضحية بالنفس من الجماعات الشيعية المسلحة.

## الخلفية
هاجر عدد كبير من الفلسطينيين إلى العراق بعد نكبة عام 1948. بل عام 2003، كان عدد الفلسطينيين في العراق حوالي خمس وثلاثون ألفًا، يتركزون بشكل رئيسي في المدن الكبرى. في وقت غزو العراق عام 2003 ، كان عدد السكان يتراوح بين خمسة آلاف و خمسة عشر ألفًا، على الرغم من صعوبة تحديد العدد الدقيق.  

## حرب العراق
ساءت الأمور سريعًا بالنسبة للفلسطينيين خلال حرب العراق . فبعد عام 2003، أصبحوا هدفًا للهجمات والاضطهاد والطرد والتهجير والمضايقة والاغتصاب والقتل على يد المسلحين الشيعة والحكومة العراقية الجديدة والجماعات المسلحة التي استهدفتهم بشكل خاص لدعمهم لصدام حسين وأنهم تلقوا معاملة أفضل من الشيعة في ظل حكم صدام .   بعد سقوط صدام حسين عام 2003، تعرض الفلسطينيون في العراق للتمييز والعنف والقتل الجماعي على يد الحكومة العراقية الجديدة والعديد من الميليشيات. وكانت أحياء الحرية والدورة والبلديات في بغداد أحياء فلسطينية تعرضت أيضًا للمداهمات والهجوم.  قدمت المفوضية السامية للأمم المتحدة لشؤون اللاجئين في عام 2007 تفاصيل عن العنف والاضطهاد على الفلسطينيين في العراق، والتي شملت عمليات الاختطاف والهجمات والتعذيب على يد الميليشيات ووزارة الداخلية العراقية ومقتل العديد من النساء والرجال والأطفال الفلسطينيين.   بعد تفجير مسجد العسكري ، أُلقي اللوم على الفلسطينيين في العراق فورًا في الهجوم، وأصبحوا أهدافًا. ووفقًا لمنظمة هيومن رايتس ووتش ، في مارس/آذار، وزعت ميليشيا تُعرف باسم "سرايا يوم القيامة" منشورات في الأحياء الفلسطينية، تتهم الفلسطينيين بالتعاون مع الإرهابيين، وقالت: "نحذركم بأننا سنقضي عليكم جميعًا إذا لم تغادروا هذه المنطقة نهائيًا خلال عشرة أيام". أصدر علي السيستاني فتوى تطالب بوقف قتل الفلسطينيين. ومع ذلك، استمر العنف، وأثارت عمليات القتل الجماعي والتهديدات بالقتل مخاوف الفلسطينيين، وأجبرت الآلاف على الفرار من العراق، وفقًا لما ذكرته مفوضية الأمم المتحدة السامية لشؤون اللاجئين. 
مغادرة العراق
قُتل معظم الفلسطينيين في العراق أو غادروا إلى سوريا والأردن (لم توقع أي منهما على اتفاقية جنيف لعام 1951 ، مع أنها تلتزم ببروتوكول الدار البيضاء لعام 1965 دون تحفظ. ) ورغم كل كرم وضيافة سوريا والأردن للعراقيين، وسكانهما من اللاجئين الفلسطينيين، لم يقبل كلا البلدين سوى عدد قليل من الفلسطينيين القادمين من العراق. بعد ذلك، تُرك الكثيرون في ظروف قذرة في مخيمات حدودية مثل الوليد أو الكرامة، وكلاهما يقع في "أرض حرام" بالقرب من الحدود الأردنية السورية. 